# 황금로 (김포시)
황금로(Hwanggeum-ro)는 경기도 김포시 양촌읍 대포리에서 학운리까지 연결하는 김포시도로, 총 연장은 3.547 km이다. 

## 유래
도로의 명칭이 유래된 것은 양촌산업단지 안에 있는 도로로, 산업단지의 공식 명칭인 골든밸리를 활용하여 이를 바탕으로 하는 순수 한국어인 황금로로 명명되었다.

## 역사
- 2009년 12월 17일 : 도로명으로 황금로를 고시

## 주요 경유지
- 김포시
  - 양촌읍 (대포리 - 학운리)

## 접촉하는 도로
- 직결 : 향동로, 삼도로
- 교차 : 봉수대로 (지방도 제355호선), 대곶검단로, 황금1로 ,황금2로, 황금3로, 황금4로

## 주요 건물 및 시설
- 이젠 아파트형 공장 (황금로 117/학운리 2979)